# 細身擬油鰻
細身擬油鰻，為輻鰭魚綱鰻鱺目糯鰻亞目蛇鰻科的其中一種，分布於中西大西洋的墨西哥灣海域，棲息深度可達458公尺，體長可達16公分，棲息在底層水域，屬肉食性，生活習性不明。

## 擴展閱讀
維基物種上的相關：細身擬油鰻